# Фигурное катание на зимних Олимпийских играх 2022
Соревнования по фигурному катанию на зимних Олимпийских играх 2022 года прошли в столице КНР Пекине на льду Столичного дворца спорта с 4 по 20 февраля. Как и четыре года назад, было 5 комплектов наград. Соревнования прошли в командных соревнованиях, мужском и женском одиночном катании, в парном катании, а также в танцах на льду.

## Медали

### Общий зачёт
Жирным шрифтом выделено самое большое количество медалей в своей категории
| Общее количество медалей |         |        |         |        |       |
| Место                    | Страна  | Золото | Серебро | Бронза | Всего |
| 1                        | США     | 2      | 0       | 1      | 3     |
| 2                        | ОКР     | 1      | 3       | 2      | 6     |
| 3                        | Франция | 1      | 0       | 0      | 1     |
| 3                        | Китай   | 1      | 0       | 0      | 1     |
| 5                        | Япония  | 0      | 2       | 2      | 4     |
| Всего                    | Всего   | 5      | 5       | 5      | 15    |

### Медалисты
| Дисциплина                | Золото | Серебро | Бронза                                                                                              |
| Мужское одиночное катание | Нейтан Чен США | Юма Кагияма Япония | Сёма Уно Япония                                                                                     |
| Женское одиночное катание | Анна Щербакова ОКР | Александра Трусова ОКР | Каори Сакамото Япония                                                                               |
| Парное катание            | Китай · Суй Вэньцзин · Хань Цун | ОКР · Евгения Тарасова · Владимир Морозов                                                                                     | ОКР · Анастасия Мишина · Александр Галлямов                                                         |
| Танцы на льду             | Франция · Габриэла Пападакис · Гийом Сизерон                                                                                             | ОКР · Виктория Синицина · Никита Кацалапов                                                                                    | США · Мэдисон Хаббелл · Закари Донохью                                                              |
| Командные соревнования    | США · Нейтан Чен · Винсент Чжоу · Карен Чен · Алекса Книрим · Брэндон Фрейзер · Мэдисон Хаббел Закари Донохью · Мэдисон Чок · Эван Бейтс | Япония · Сёма Уно · Юма Кагияма · Вакаба Хигути · Каори Сакамото · Рику Миура · Рюити Кихара · Мисато Комацубара · Тим Колето | ОКР · Марк Кондратюк · Анастасия Мишина · Александр Галлямов · Виктория Синицина · Никита Кацалапов |

## Расписание
Расписание всех соревнований согласно официальному сайту.
Время местное (UTC+8)
| День | Дата       | Соревнования           | Вид           | Программа / Танец | Программа / Танец |
| День | Дата       | Соревнования           | Вид           | Короткая          | Произвольная      |
| ---- | ---------- | ---------------------- | ------------- | ----------------- | ----------------- |
| 0    | 4 февраля  | Командные соревнования | Мужчины       | 09:55             |                   |
| 0    | 4 февраля  | Командные соревнования | Танцы на льду | 11:35             |                   |
| 0    | 4 февраля  | Командные соревнования | Пары          | 13:45             |                   |
| 2    | 6 февраля  | Командные соревнования | Женщины       | 09:30             |                   |
| 2    | 6 февраля  | Командные соревнования | Мужчины       |                   | 11:50             |
| 3    | 7 февраля  | Командные соревнования | Пары          |                   | 09:15             |
| 3    | 7 февраля  | Командные соревнования | Танцы на льду |                   | 10:30             |
| 3    | 7 февраля  | Командные соревнования | Женщины       |                   | 11:35             |
| 4    | 8 февраля  | Личные соревнования    | Мужчины       | 09:15             |                   |
| 6    | 10 февраля | Личные соревнования    | Мужчины       |                   | 09:30             |
| 8    | 12 февраля | Личные соревнования    | Танцы на льду | 19:00             |                   |
| 10   | 14 февраля | Личные соревнования    | Танцы на льду |                   | 09:15             |
| 11   | 15 февраля | Личные соревнования    | Женщины       | 18:00             |                   |
| 13   | 17 февраля | Личные соревнования    | Женщины       |                   | 18:00             |
| 14   | 18 февраля | Личные соревнования    | Пары          | 18:30             |                   |
| 15   | 19 февраля | Личные соревнования    | Пары          |                   | 19:00             |
| 16   | 20 февраля | Гала-концерт           | Гала-концерт  | 12:00             | 12:00             |

## Представительство по странам
Всего в Олимпийских играх должны были принять участие 148 фигуристов представляющие 32 НОКа. Сборная Олимпийского комитета России стала единственной на Играх, представленная максимально возможным количеством спортсменов (по 3 в каждой дисциплине, всего 18 спортсменов). В итоге приняло участие 146 спортсменов, представляющих 31 страну. Уже в Пекине вынуждены были сняться с соревнований, из-за положительной пробы на COVID-19, спортивная пара из Венгрии.

| - Австралия (2) - Австрия (3) - Азербайджан (2) - Армения (2) - Беларусь (2) - Бельгия (1) - Болгария (1) - Великобритания (3) - Венгрия (2) | - Германия (6) - Грузия (6) - Израиль (3) - Испания (4) - Италия (9) - Канада (13) - Китай (8) - Латвия (1) - Литва (2) | - Мексика (1) - Нидерланды (1) - Польша (3) - ОКР (18) - США (16) - Украина (6) - Финляндия (3) - Франция (4) - Чехия (6) | - Швейцария (2) - Швеция (2) - Эстония (2) - Республика Корея (4) - Япония (10) |

## Квалификация
В общей сложности квота МОК содержит 148 олимпийских лицензий. Допускается расширение квоты при условии, что в командном турнире у одной из сборных не будет квалификации в индивидуальных видах. Один Национальный олимпийский комитет может быть представлен максимально 18 спортсменами (9 мужчин и 9 женщин)
Примерно 80 % всех мест (23 одиночника, 24 одиночницы, 16 спортивных и 19 танцевальных пар) определялись по итогам чемпионата мира 2021 года в Стокгольме. Оставшиеся места распределились в сентябре 2021 года на международном турнире Nebelhorn Trophy в Оберсдорфе.

## Допинговый скандал вокруг России
Церемония награждения командного турнира, в котором Олимпийский комитет России (ОКР) завоевал золото, изначально была запланированная на 8 февраля, но была отложена из-за того, что представитель МОК Марк Адамс описал как ситуацию, требующую «юридической консультации» с Международным союзом конькобежцев (ISU). 9 февраля несколько СМИ сообщили, что проблема связана с положительным тесте на триметазидин у Камилы Валиевой из команды ОКР, который был официально подтвержден 11 февраля. Проба Валиевой, о которой шла речь, была взята Российским антидопинговым агентством (РУСАДА) на чемпионате России по фигурному катанию 2022 года 25 декабря, но образец не был проанализирован в лаборатории Всемирного антидопингового агентства (WADA) до 8 февраля, куда он был отправлен на тестирование через день после завершения командного зачета.
Валиева была временно отстранена после ее положительного результата, но после апелляции была оправдана независимым Дисциплинарным антидопинговым комитетом (ДАК) РУСАДА 9 февраля, всего через день после получения временного отстранения. После официальных апелляций, поданных МОК, ISU и WADA для пересмотра решения ДАК РУСАДА, Спортивный арбитражный суд (CAS) рассмотрел дело 13 февраля, подтвердив снятие временного отстранения 14 февраля, перед запланированным Валиевой участием в женском одиночном разряде, начинающимся 15 февраля. Поскольку Валиева в то время была несовершеннолетней, а также классифицировалась как «защищенное лицо» в соответствии с руководящими принципами WADA, РУСАДА и МОК объявили 12 февраля, что они расширят сферу своих соответствующих расследований, включив в нее членов окружения Валиевой (например, тренеров, врачей команды и т. д.).
14 февраля CAS отказался восстановить временное отстранение Валиевой и постановил, что ей будет разрешено участвовать в женском одиночном разряде. CAS постановил, что недопущение её к участию в соревнованиях «нанесет ей непоправимый вред в данных обстоятельствах», отметив при этом, что любые медали, завоеванные Валиевой на Олимпиаде в Пекине, будут удержаны до результатов продолжающегося расследования ее допингового нарушения. Решение суда было принято по трем основаниям: 1. В силу своего возраста Валиева является «защищенным лицом» в соответствии с Кодексом WADA, на нее распространяются иные правила, чем на взрослых спортсменов; 2. Спортсменка "не показала положительного результата теста во время Олимпийских игр в Пекине; 3. «Имелись серьезные проблемы с несвоевременным уведомлением о результатах, … что помешало спортсменке установить определенные правовые требования в свою пользу». МОК объявил, что церемония награждения командных соревнований, а также церемония награждения в женском одиночном катании и церемония награждения в случае, если Валиева получит медаль, не состоятся до тех пор, пока не будет завершено расследование, и не будет принято конкретное решение о том, лишать ли Валиеву и команду ОКР их медалей. Чтобы допустить возможность аннулирования результатов Валиевой, МОК попросил ISU расширить квалификационное поле для женского одиночного катания в произвольной программе на одну до 25, при условии, что Валиева войдет в число 24 лучших фигуристок после короткой программы.
15 февраля, после женской короткой программы, The New York Times сообщило, что проба Валиевой дала положительный результат еще на два вещества — гипоксен и L-карнитин, которые не входят в запрещенный список, в дополнение к триметазидину. Чиновники антидопингового агентства назвали обнаружение нескольких веществ в пробе любого спортсмена «крайне необычным», особенно у такого молодого спортсмена, как Валиева. Трэвис Тайгарт, исполнительный директор Антидопингового агентства США (USADA), назвал комбинацию трёх сердечных препаратов «трифектом веществ… [которые], по-видимому, направлены на повышение выносливости, снижение утомляемости и повышение эффективности использования кислорода». К концу Олимпиады в Пекине в общей сложности пять спортсменов были уличены в нарушении антидопинговых правил. 9 марта Тайгарт сообщил, что Валиева не просила, чтобы ее проба «B» была протестирована, по-видимому, приняв результаты первоначального тестирования и полагаясь на своё объяснение, что запрещенное вещество триметазидин принадлежало её дедушке, которое случайно загрязнило или смешалось с её собственными разрешенными питательными веществами и добавками. Тайгарт далее заявил, что как несовершеннолетняя, Валиева все ещё может быть либо полностью оправдана, либо вынесено предупреждение относительно её положительного теста в зависимости от продолжающегося расследования РУСАДА по допингу. По словам Тайгарта, неблагоприятное заключение против неё как первое нарушение все ещё может быть оценено как двухлетняя дисквалификация, что составляет половину срока дисквалификации для взрослых.
В середине ноября WADA обратилось в CAS с просьбой рассмотреть дело Валиевой с целью отстранения её на 4 года, что исключило бы её из соревнований на следующие зимние Олимпийские игры 2026, и отменить её первое место в командном турнире на предыдущих Олимпийских играх в Пекине, поскольку «РУСАДА не уложилось в установленный WADA срок 4 ноября для вынесения вердикта по делу Валиевой».
29 января 2024 года CAS утвердил дисквалификацию фигуристки на 4 года (с 25 декабря 2021 по 25 декабря 2025 года) за применение допинга, все соревновательные результаты были аннулированы. 30 января ISU перераспределил медали командного турнира Олимпийских играх в Пекине и аннулировал результаты Валиевой. Сборная ОКР переместилась с первой на третью строчку, золото перешло США, серебро — Японии.